# اوبروالمناخ
اوبروالمناخ (به آلمانی: Oberwallmenach) یک شهر در آلمان است که در Verbandsgemeinde Nastätten واقع شده‌است. اوبروالمناخ ۲۱۸ نفر جمعیت دارد.